# 小行星22706
小行星22706（22706 Ganguly）是一颗绕太阳运转的小行星，为主小行星带小行星。该小行星于1998年9月14日发现。

## 轨道参数
小行星22706的轨道半长轴为2.6039437 UA，离心率为0.134。